# Terminátor Genisys
Terminátor Genisys (v anglickém originále Terminator Genisys) je americký sci-fi film. Snímek natočil v roce 2015 režisér Alan Taylor podle scénáře Laety Elizabeth Kalogridisové a Patricka Lussiera.

## Děj
V roce 2029, vůdce lidského odporu, John Connor (Jason Clarke) zahajuje masivní finální útok proti Skynetu, což je umělá inteligence, která hodlá eliminovat lidskou rasu. Před tím, než odpor vyhraje útok, Skynet aktivuje stroj času a odešle časem terminátora T-800 (Arnold Schwarzenegger) zpět do roku 1984, aby zabil Johnovu matku, Sáru Connorovou (Emilia Clarkeová). Johnova pravá ruka, Kyle Reese (Jai Courtney), je dobrovolně odeslán časem, aby Sáru ochránil. Jak je Kyle odesílán ("Plave v magnetickém poli") strojem času, uvidí, jak je John Connor napaden, a Kyle přijímá nové vzpomínky z jeho dětství v roce 2017, kdy k válce nedošlo a je zde často řečeno "Skynet je Genisys".
Po přesunu do roku 1984 je terminátor T-800 zničen Sárou a Strážcem (Arnold Schwarzenegger), což je přeprogramovaný T-800, který byl odeslán časem do období, kdy bylo Sáře devět let, aby ji chránil.
Kyle "přichází" nedlouho po T-800 a je okamžitě napaden terminátorem T-1000 (Lee Byung-hun). Sára a Strážce zachrání Kyla a navedou T-1000 do pasti. Past vyjde a T-1000 je zničen za použití kyseliny. Kyle zjistí, že Sára a Strážce postavili provizorní stroj času podobný tomu vytvořený Skynetem. Strážce konečně zprovozní stroj času za použití CPU zničeného T-800. Sára plánuje cestovat do roku 1997 – do roku, kdy se Skynet uvědomí a rozpoutá válku. Když si uvědomí skutečnost, že časová osa byla změněna, nabyde Kyle přesvědčení, že budoucnost se změnila kvůli varování, které se mu dostalo ve vizi. Přesvědčí Sáru cestovat do roku 2017, kde chtějí zabránit spuštění Skynetu, jehož vytváření se zpozdilo.
V roce 2017 se Kyle a Sára zhmotní uprostřed rušné silnice v San Franciscu a jsou zatčeni městskou policií. Zatímco jsou léčeni v nemocnici kvůli zranění, které utrpěli na silnici, dozví se Sára a Kyle, že Skynet se nazývá "Genisys", a brzy bude spuštěn jako globální operační systém, který je prakticky ve všech počítačových zařízeních (i v mobilních telefonech). Najednou přijde John Connor a zachrání Sáru a Kyla, ale přijde i Strážce, který po celé roky vyčkával na příchod Sáry a Kyla. Strážce vystřelí po Johnovi, který nezemře a jak se ukáže, tak John je pokročilým typem terminátora – terminátor T-3000. Zatímco Kyle byl poslán zpět v čase, Skynet byl v podobě jednoho terminátora T-5000 (Matt Smith), který se po celou dobu vydával za Alexe – člena hnutí odporu. Ten napadl Johna a přeměnil ho v Terminátora T-3000. John byl pověřen zajištěním přežití Cyberdyne Systems a cestoval zpátky v čase, aby jim pomohl s vývojem Genisys.
Sára, Kyle a Strážce na chvíli zastaví Johna pomocí stroje na magnetickou rezonanci. Sára, Kyle a Strážce uprchnou do bezpečného úkrytu, kde uskuteční přípravy na zničení Cyberdyne, jakožto výrobce Genisysu. Mimo jiné jim Strážce poví, že T-3000 je tvořen hmotou na bázi stroje (nanoboty), a tuto hmotu drží pohromadě magnetické pole uvnitř T-3000 – toto vnitřní magnetické pole se dá narušit druhým magnetickým polem. T-3000 zničí jejich úkryt a Sára, Kyle a Strážce jsou nuceni uprchnout. Sára, Kyle a Strážce se zbaví Johna (spadne i s autobusem do vody), ale Sáru, Kyla i Strážce zatkne policie. Do policejní stanice se dostane i John T-3000 v podobě ženy. Sára, Kyle a Strážce uprchnou vrtulníkem z policejní stanice, ale John také a začne je pronásledovat. Během honičky ve vzduchu skočí Strážce do vrtule vrtulníku, který pilotuje John, a vrtulník havaruje. T-3000 John přežije pád a vstupuje do komplexu Cyberdyne, kde záměrně posouvá odpočítávání spuštění Genisysu z 13 hodin na 15 minut. Kyle, Sára a i Strážce, který pád přežil, vstoupí do budovy Cyberdyne. Na klíčových místech v objektu umišťují bomby, ale jsou zdrženy Johnem T-3000. Po krátkém boji a úmyslném ničení hologramů Skynetu se Sára, Kyle a hlavně Strážce finálně střetnou s T-3000 Johnem. Strážce "chytí" T-3000 Johna a spolu s ním vleze do prototypu stroje času. Také se blíží doba exploze nastražených bomb a proto Sára a Kyle utíkají do krytu. Stroj času, který vytváří silné magnetické pole, ničí Johna, ale i Strážce. Těsně před explozí jsou zbytky Strážce vyhozeny do tekutého kovu (mymetická polyslitina). T-3000 John je zničen a výbušniny explodují – budova Cyberdine se zřítí a odpočet Genisysu je vypnut – jádro Genisysu je zničeno.
Sára a Kyle v krytu úspěšně přečkali a přežili výbuch, ale po výbuchu se objeví Strážce – nyní vylepšen díky tekutému kovu a všichni se dostanou pryč z trosek budovy.
Trojice dojede k domu, kde bydlí Kyle stále jako dítě a starý Kyle řekne mladému, že "Skynet je Genisys", a aby si tuto zprávu stále opakoval (aby zajistili varování, které dostane Kyle při cestování časem a aby tyto události vedly k příchodu trojice do roku 2017).
Dále jde vidět, jak se Sára líbá s Kylem, ale Strážce z toho moc nadšený není. Trojice odjíždí autem vstříc travnaté krajině.
Scéna po titulcích ukazuje, že systémové jádro Genisysu se nachází v chráněné podzemní komoře, kde přežilo.

## Obsazení
- Emilia Clarkeová – Sára Connorová
- Arnold Schwarzenegger – T–800 a Strážce
- Jason Clarke – John Connor, T–3000
- Jai Courtney – Kyle Reese
- J.K. Simmons – policista pomáhají trojici
- Dayo Okeniyi
- Aaron V. Williamson
- Matt Smith – Alex, T–5000 (Skynet)
- Lee Byung-hun – T–1000
- Sandrine Holtová
- Griff Furst
- Teri Wybleová
- Brett Azar
- John Edward Lee
- Brandon Stacy

## Pokračování
Dne 5. září 2014 Paramount oznámil, že Terminator: Genisys bude první film v nové samostatné trilogii, se dvěma plánovanými pokračováními které mají být vydány 26. listopadu 2019 (Terminator Phoenix) a 29. června 2021. Dne 24. února 2015 Schwarzenegger potvrdil, že se vrátí na všechna pokračování.
Ovšem pokračování Genisys a celá trilogie byly smeteny ze stolu. Paramount uznal, že Genisys nedopadl dobře a tak zrušil všechny plány. Ale roku 2019 přišel nový terminátor, Terminátor: Temný osud. Není to přímé pokračování Genisys, ale reboot celé série. Spolupracoval na něm James Cameron, režisér původního snímku z roku 1984 Terminátor. Zahrál si v něm Arnold Schwarzenegger i Linda Hamilton. Ale ani tento film nebyl úspěšný a tak se v současné době nedá vyhlížet další film. Spekuluje se o jistém Terminator 7, ovšem není nikde řečeno, že něco takového bude. V současném roce 2022 i spolu s pandemií covidu-19 není pokračování Terminátora v plánu.